# Jacob van Liesvelt
Jacob van Liesvelt [jákob van lísvelt], južnonizozemski založnik, * okoli 1490, Antwerpen, v današnji Belgiji, † 28. november 1545, Antwerpen. 
Van Liesvelt je založil prvo izdajo Biblije v nizozemskem jeziku leta 1526. Prva izdaja je vsebovala Novo zavezo na podlagi Luthrovega prevoda in Staro zavezo na podlagi katoliške Vulgate. Izdaja je doživela skupno šest ponatisov. Že leta 1535 je bil ponatis Biblije v celoti snovan na Luthrovem prevodu. 
Jacob van Liesvelt je založil med drugim tudi rimskokatoliške Biblije, uradne ukaze in obvestila proti herezijam ter pesniška dela pesnice Ane Bijns. 
Leta 1542 je Van Liesvelt ponovno, zadnjič, založil Luthrovo Biblijo v nizozemščini, tokrat vključno z vsemi opombami reformatorja. Iz tega razloga je prišlo do težav z oblastmi. Ta ga je obtožila herezije. Novembra 1545 je bil Van Liesvelt obsojen krivoverstva in obglavljen dne 28. novembra 1545 v Antwerpnu.